# Stórsteinahæð
Stórsteinahæð är en kulle i republiken Island. Den ligger i regionen Västlandet, 90 km nordost om huvudstaden Reykjavík. Toppen på Stórsteinahæð är 412 meter över havet.
Trakten runt Stórsteinahæð är nära nog obefolkad, med mindre än två invånare per kvadratkilometer. Det finns inga samhällen i närheten. Trakten runt Stórsteinahæð består i huvudsak av gräsmarker.